# Need for Speed (gra komputerowa 2015)
Need for Speed – dwudziesta druga gra z serii Need for Speed, której premiera odbyła się 3 listopada 2015 roku na PlayStation 4 i Xbox One, natomiast na komputery osobiste z systemem Windows gra ukazała się 15 marca 2016 roku. Jest to pierwsza odsłona serii, która wymaga stałego połączenia z Internetem.

## Opis fabuły
Fabuła gry osadza nas w fikcyjnym mieście Ventura Bay, gdzie dołączamy do grupy lokalnych mistrzów kierownicy: Spike'a, Robyn, Travisa, Amy i Emanuela "Manu". W trakcie gry musimy pokonywać kolejne wyzwania na drodze aby móc wspiąć się jak najwyżej po ścieżce wyścigowej kariery.

## Tryby gry[5]
- Tuning – ulepszanie samochodów, z nastawieniem na osiągi i wygląd. Ikoną tuningu jest Akira Nakai "Nakai-San".
- Styl – cecha ta jest nastawiona na "kręcenie bączków", driftowanie, skakanie samochodem czy wchodzenie w zakręty z poślizgiem. Ikoną stylu jest Ken Block.
- Ekipa – grupowe wyścigi, które są nastawione na rywalizację między znajomymi. Ikoną ekipy jest grupa Risky Devils.
- Prędkość – gracz otrzymuje punkty za jazdę bez uszkodzeń z jak największą prędkością. Ikoną prędkości jest Magnus Walker.
- Bezprawie – polega na niszczeniu różnych samochodów, znaków drogowych oraz częstych pościgach z policją. Ikoną bezprawia jest Morohoshi-San.

## Wersja próbna gry
Electronic Arts przygotowało na komputery osobiste 10-godzinną wersję próbną gry, w której gracz może bez ograniczeń zagrać w pełną wersję gry. Po upłynięciu czasu, jeżeli gracz zdecyduje się na zakup gry, cały jego postęp przeniesie się do pełnej wersji gry. Ponadto od lipca 2016, pełna wersja gry jest dostępna w ramach usługi EA Access, gdzie gracz może zdecydować się na roczną lub miesięczną subskrypcję, w ramach której przez okres subskrypcji, gracz może grać w gry udostępnione w ramach tej usługi bez żadnych ograniczeń.

## Odbiór gry
Ta odsłona w wersji na PlayStation 4 zebrała średnie recenzje - 66/100 w Metacritic i 66% w GameRankings. Z drugiej strony, w styczniu 2016 roku w tę grę grało dwa razy więcej osób niż w poprzednią część.